# Nabiha
Nabiha Bensouda (født 1. september 1981) er en dansk sangerinde og sangskriver.

## Karriere

### Opvækst og tidlig karriere
Nabiha Bensouda har nordvestafrikanske rødder (Gambia, Marokko og Mali), og er født og opvokset på Vesterbro i København. Gik på Avedøre gymnasium (nu Hvidovre Gymnasium) 1996-1999. Nabiha voksede op med disco og soul og forelskede sig som 5-årig i reggae. Senere faldt kærligheden på rock, R&B og elektronisk musik.
Nabiha blev i sin tid opdaget af guitaristen Søren Reiff og blev i 2006 spillet på P3 med singlen "Love Is" under pseudonymet Tiger Lily. Fra 2005 til 2007 har hun sunget på en række succesfulde internationale singleudgivelser, med artister som den engelske house-duo Sucker DJ's og Ben Macklin.

### Cracks (2009–2010)
Den 7. september 2009 udkom singlen "Deep Sleep", der tre uger senere blev valgt som "Song of the Day" af det engelske musiksite Popjustice. Sangen blev et hit i Danmark, hvor den solgte guld for 15.000 eksemplarer. "Deep Sleep" er titelsang til tv-programmet "Til middag hos", nu for 5. sæson i træk.[kilde mangler] "Deep Sleep" var forløberen til et helt album, som Nabiha sammen med den svenske producer og sangskriver Carl Ryden arbejdede på hele 2009. Albummets sange har Carl og Nabiha skrevet i samarbejde med en lang række sangskrivere som Nina Woodford (James Morrison, Leona Lewis), Cozi Costi (Holly Valence, Booty Luv) og Chanelle Gstettenbauer (bedre kendt som Terri Walker). Albummet fik titlen Cracks og udkom den 1. februar 2010. 
Nabiha var opvarmning for Rasmus Seebach på hans turne i februar 2010 og senere på Jason Derulos og Jamie Cullums tysklandsturnéer.
"The Enemy" gik direkte ind på den Engelske Buzz Chart som nummer 3 i et remix lavet af Daddy's Groove, var Roger Sanchez' 'Tune of the week" på hans radioshow, blev spillet på BBC, Radio 1 af Pete Tong. 

### More Cracks (2011–nu)
Den 19. september 2011 udkom den internationale version af debutalbummet More Cracks på disco:wax og Sony Music. "Trouble" er første singleudspil fra "More Cracks". Det er skrevet sammen med Tommy D fra Graffiti 6 og Carl Rydén som Nabiha fortsat deler management med.
Nabiha har allerede modtaget adskillige nomineringer ved prisuddelingerne Danish Music Awards, P3 Guld (2 nomineringer) og Danish DJ Awards.
Hun har også haft hittet "Never Played The Bass" i 2011, hvor det meste dog er lånt fra Womack Womack sang "Teardrop" fra 1988.
I januar 2014 udgav Nabiha sangen "Bang that drum" som samtidig er den officielle sang for det danske herrelandshold i håndbold. I 2015 har hun været dommer i Danmark Har talent 2016. Den 8. januar 2016 udgav Nabiha singlen "Weapon".

## Diskografi

### Album
| Titel        | Album detaljer                                                               | Højeste placering |
| Titel        | Album detaljer                                                               | Danmark           |
| ------------ | ---------------------------------------------------------------------------- | ----------------- |
| Cracks       | - Udgivet: 1. februar 2010 - Selskab: Border Breakers - Format: CD, download | 17                |
| More Cracks  | - Udgivet: 19. september 2011 - Selskab: disco:wax - Format: CD, download    | 13                |
| Mind the Gap | - Udgivet: 22. marts 2013 - Selskab: disco:wax - Format: CD, download        | 10                |

### EP'er
| Titel        | Album detaljer                                                      |
| ------------ | ------------------------------------------------------------------- |
| Mind the Gap | - Udgivet: 23. september 2014 - Selskab: The End - Format: Download |

### Singler
| År                                                               | Single                  | Højeste placering | Højeste placering | Højeste placering | Certificering                          | Album        |
| År                                                               | Single                  | Download          | Streaming         | Airplay           | Certificering                          | Album        |
| ---------------------------------------------------------------- | ----------------------- | ----------------- | ----------------- | ----------------- | -------------------------------------- | ------------ |
| 2009                                                             | "Deep Sleep"            | 4                 | —                 | —                 | - Guld (download)                      | Cracks       |
| 2010                                                             | "The Enemy"             | 25                | —                 | —                 |                                        | Cracks       |
| 2011                                                             | "Trouble"               | —                 | —                 | —                 |                                        | More Cracks  |
| 2011                                                             | "Never Played the Bass" | 4                 | —                 | 3                 | - Guld (download) - Platin (streaming) | More Cracks  |
| 2012                                                             | "Mind the Gap"          | 8                 | 16                | 1                 | - Guld (download) - Platin (streaming) | Mind the Gap |
| 2013                                                             | "Ask Yourself"          | 14                | 18                | 6                 | - Guld (streaming)                     | Mind the Gap |
| 2013                                                             | "Kill It with Love"     | —                 | —                 | —                 |                                        | Mind the Gap |
| 2014                                                             | "Bang That Drum"        | 4                 | 8                 | —                 | - Guld (streaming)                     |              |
| 2014                                                             | "Animals"               | —                 | —                 | —                 |                                        |              |
| 2016                                                             | "Weapon"                |                   |                   |                   |                                        |              |
| "—" markerer en udgivelse der ikke opnåede en hitlisteplacering. |                         |                   |                   |                   |                                        |              |

#### Gæsteoptrædener
| 2006                                                             | "Need You" (F.U.K.T. featuring Nabiha)                                                   | — | Play with Fire |
| 2010                                                             | "Love Radar" (The Blue Van & Nabiha)                                                     | — | Love Shot      |
| 2011                                                             | "Shadow Boxing" (Filur featuring Nabiha)                                                 | — | Faces          |
| 2012                                                             | "Raise the Roof" (Hampenberg & Alexander Brown featuring Pitbull, Fatman Scoop & Nabiha) | 8 |                |
| "—" markerer en udgivelse der ikke opnåede en hitlisteplacering. |                                                                                          |   |                |